# ستيفون هانا
ستيفون هانا (بالإنجليزية: Stefhon Hannah)‏ مواليد 14 يونيو 1985 في شيكاغو، هو لاعب كرة سلة أمريكي. بدأ مسيرته الاحترافية في سنة 2008. يبلغ طوله 6 قدم 1 بوصة (1.9 م).

## المسيرة الاحترافية
لعب مع شياولياي في سنة 2009، ثم لعب مع آيوا إنرجي في موسم 2010–2011، ثم لعب مع ستار هوتشوتز في سنة 2011، ثم لعب مع نادي كشالين لكرة السلة في موسم 2011–2012، ثم لعب مع يوفي كازيرتا باسكت في الدوري الإيطالي في موسم 2013–2014.

## روابط خارجية
- ستيفون هانا على موقع سبورتس رفرنس (الإنجليزية)
- ستيفون هانا على موقع كرة السلة الأوروبية.كوم (الإنجليزية)
- ستيفون هانا على موقع كلية كرة السلة في سبورتس رفرنس.كوم (الإنجليزية)
- ستيفون هانا على موقع ريلجم (الإنجليزية)
- ستيفون هانا على موقع بروبوليرز (الإنجليزية)
- ستيفون هانا على موقع سبورتس رفرنس (الإنجليزية)
- ستيفون هانا على موقع سبورتس رفرنس (الإنجليزية)